# 보위국
보위국(保衛局, 영어: Defense Security Bureau)은 북한 조선인민군의 방첩 및 사찰 기관이다.

## 개요
1948년에 안전기관이라는 명칭으로 창설되었으며 1996년부터 2016년까지 보위사령부라는 명칭으로 불렸다.

## 역할
보위국은 방첩, 군검찰, 정보사찰 등의 역할을 수행하며 반체제 인사 및 활동을 감시하는 것을 주요 임무로 삼고 있다.

## 역대 보위국장
- 원응희
- 김원홍
- 조경철